# Le Triomphe de Fondation
Le Triomphe de Fondation (titre original : Foundation's Triumph) est un roman de science-fiction de David Brin publié en 1999 puis traduit en français et paru en 2000. Il est le troisième volume de la trilogie Second cycle de Fondation, qui a commencé avec Fondation en péril et s'est poursuivie avec Fondation et Chaos.
Paru après le décès d'Isaac Asimov, ce roman s'insère dans l'Histoire du futur de l'auteur. Il décrit des évènements qui se déroulent chronologiquement avant la deuxième partie du roman Fondation et rassemble de nombreux aspects des romans et nouvelles d’Isaac Asimov en un tout cohérent et compact.

## Résumé
En l'an 12 068 de l'Ère Galactique, un an après son procès relaté dans Fondation et Chaos et « Les Psychohistoriens » (Fondation), Hari Seldon vient de terminer les enregistrements holographiques prévus pour les Crises Seldon. Il est désormais accompagné de Kers Kantun, un serviteur personnel.
Hari Seldon rencontre Horis Antic, un mathématicien avec qui il se rend sur Demarchia pour des études de sols en lien avec la psychohistoire. Pendant ce temps, Dors Venabili croise le chemin de Lodovik Trema sur Panucopia, où il lui fournit la tête et le cerveau positronique de R. Giskard Reventlov afin qu'elle s'y connecte et comprenne mieux ce que Giskard a fait vingt mille ans auparavant en établissant la Loi Zéro. Elle découvre que R. Daneel Olivaw y a également contribué
Après avoir découvert qu’ils ont une passagère clandestine en la personne de l'adolescente Jeni Cuicet, Hari et Horis sont constitués prisonniers dans un vaisseau spatial par Mors Planch, la programmeuse Sybyl (introduite par Gregory Benford dans Fondation en péril) et son associé Gornon Vlimt. De son côté, Daneel Olivaw explique à son élève, R. Zun Lurrin, le plan de modification de l’Humanité qu’il avait conçu il y a quarante ans sur Panucopia.
Daneel avoue à Zun Lurrin avoir conspiré pour aider Hari Seldon tout au long de la vie de ce dernier, notamment en ayant recours à Dors Venabili, sous ses traits actuels mais également sous ceux d’une enseignante sur la planète natale du mathématicien. L’équipe de Sybyl rajeunit biologiquement Hari d’une dizaine d’années, tandis que Jeni est atteinte de fièvre cérébrale et que Kers Kantun se révèle être un robot affecté par Daneel à la sécurité de Hari Seldon. De son côté, Dors s’interroge sur la légitimité de l’action de Giskard et Daneel sur les humains, tant à propos de l’activation de la machine à radioactivité sur la Terre (voir Les Robots et l'Empire d’Isaac Asimov) que pour avoir poussé les premiers colons à quitter la Terre.
Sur Eos, Zun Lurrin observe en compagnie de Daneel un groupe d’humains non mentalistes communiquant mentalement à l’aide de robots individuels mentalistes. Daneel lui explique que ce genre de groupe aurait pu être à l’origine d’une société humaine future. De son côté, Hari Seldon finit par donner l’ordre aux robots qui l’entourent de détruire les archives du temps passé, après quoi, Kers Kantun est tué par un robot ayant pris l’apparence de Gornon Vlimt. Dors, quant à elle, se rend sur Trantor pour pister Hari, et se retrouve confrontée à Lodovik Trema dans la nébuleuse de Thumartin. À nouveau, Hari subit un processus de rajeunissement avant de débarquer sur Pengia, un monde de robots. Les liens entre les quelques membres humains de l’équipage commencent à se resserrer dans cette atmosphère étouffante.
Daneel explique à Zun que le groupe d’humains sur Eos est à l’origine de « Gaia », une société fondée sur le partage total des émotions par tous les êtres vivants d’une planète. Sur Pengia, Mors Planch parvient à libérer ses acolytes et à monter à bord d’un vaisseau dirigé par Gornon Vlimt, après avoir laissé Jeni s’enrôler dans le service civil impérial. En orbite, Hari apprend de Gornon l’existence de machines-satellites autour des mondes humains, dotées d’émetteurs mentalistes pour maintenir l’humanité dans un calme relatif. Mais c’est sur le berceau de l’humanité, la Terre, que tout le monde pense trouver ses réponses : Dors et Lodovik cherchent des informations sur la machine à radioactivité de Giskard, Gornon veut présenter une obscure maladie à Hari, une faction du groupe de Lodovik menée par un robot nommé Zorma compte également s’y rendre… Mais également Wanda Seldon et Gaal Dornick.
Sur Terre, Gornon Vlimt propose à Hari Seldon de se rendre cinq cents ans dans l’avenir en utilisant une faille spatio-temporelle créée par inadvertance dans un très lointain et qui a envoyé un Terrien d'alors plus de vingt mille ans dans son avenir (voir Cailloux dans le ciel d’Isaac Asimov). Sur place avec sa petite-fille et Gaal Dornick, Hari Seldon découvre à son grand étonnement que son ami Daneel Olivaw se cache en réalité sous les traits d’un chef terrien. Une bataille entre les factions robotiques de Daneel et de Gornon Vlimt éclate alors, pendant laquelle Mors Planch et le capitaine Biron Maserd choisissent de s'enfuir vers l’avenir à travers la faille spatio-temporelle. L’incident terminé, Hari se résigne à ne pas visiter l’avenir après une longue discussion avec Daneel sur le futur de l’Humanité à travers Galaxia, puis retourne sur Trantor y terminer ses derniers jours, espérant revoir une dernière fois Dors, comme il lui a été promis.

## Remarques
- Le Triomphe de Fondation contient en fin d’ouvrage une chronologie de l’univers des robots et de la Fondation, compilée par Attila Torkos en 1998.
- David Brin a déclaré qu’il pourrait très bien envisager écrire une suite au Triomphe de Fondation, ou qu’un autre auteur pourrait le faire. Il mentionne notamment ce fait dans la postface de cet ouvrage, mais refuse de donner plus de détails. Il a pourtant par la suite fait remarquer qu’il pourrait proposer une petite accroche sur cette idée, ce qu’il a fait sur deux pages de son site Internet en 1999. Ces cours passages sont intitulés « Dénouement ».